# Analogue (All I Want)
Analogue (All I Want) — другий сингл альбому Analogue норвезького гурту a-ha, випущений 23 січня 2006 року.

## Музиканти
- Пол Воктор-Савой (Paul Waaktaar-Savoy) (6 вересня 1961) — композитор, гітарист, вокалист.
- Магне Фуругольмен (Magne Furuholmen) (1 листопада 1962) — клавішник, композитор, вокаліст, гітарист.
- Мортен Гаркет (Morten Harket) (14 вересня 1959) — вокаліст.

## Композиції

### UK CD1
| #  | Назва                                   | Тривалість |
| -- | --------------------------------------- | ---------- |
| 1. | «Analogue (All I Want) (Album Version)» |            |
| 2. | «Case Closed on Silver Shore»           |            |

### UK CD2
| #  | Назва                                         | Тривалість |
| -- | --------------------------------------------- | ---------- |
| 1. | «Analogue (All I Want) (Album Version)»       |            |
| 2. | «Minor Key Sonata (Analogue)»                 |            |
| 3. | «Keeper of the Flame (Live at Frognerparken)» |            |
| 4. | «Analogue (All I Want) (Video)»               |            |

## Позиції в чартах
- #10  Норвегія[1]
- #16  Бельгія[1]
- #10  Велика Британія[2]